# Wahl zum Speaker des House of Commons 2019
Die Wahl zum Speaker of the House of Commons 2019 wurde notwendig, nachdem sich der amtierende Speaker John Bercow am 31. Oktober 2019 nach mehr als zehn Jahren aus dem Amt zurückgezogen hatte. Die Wahl fand am 4. November 2019, dem ersten Sitzungstag des Hauses nach Bercows Rücktritt, statt. Als Gewinner nach vier Wahldurchgängen konnte sich Lindsay Hoyle durchsetzen.

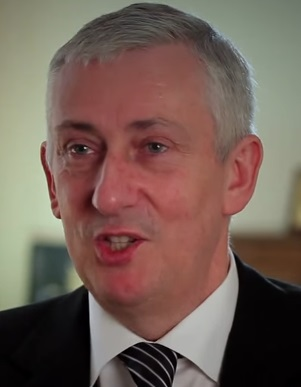
Lindsay Hoyle (2012)

## Ablauf
Am Morgen des 4. November wurden die Nominierungen zusammen mit den Einverständniserklärungen der Kandidaten an den Clerk of the House weitergeleitet. Das Haus trat dann um 14:30 Uhr Ortszeit zusammen und wurde während der Wahl vom Father of the House – zur Zeit der Wahl Kenneth Clarke (unabhängiger, ehemals konservativer Abgeordneter des Wahlkreises Rushcliffe) – geleitet. Zur Wahl traten Lindsay Hoyle, Chris Bryant, Eleanor Laing, Harriet Harman, Rosie Winterton, Edward Leigh und Meg Hillier an.
Da es mehr als einen Kandidaten gab, stellte sich zunächst jeder Kandidat dem Parlament vor. Die Abstimmungen fanden anschließend in geheimer Wahl statt. Da für die ordnungsgemäße Wahl eines Sprechers eine absolute Mehrheit der abgegebenen Stimmen Bedingung ist, wurden insgesamt vier Wahlgänge erforderlich. Im ersten Wahlgang schieden Hillier mit den wenigsten Stimmen und Leigh mit weniger als 5 % der abgegebenen Stimmen aus. Nach dem zweiten Wahlgang schied Winterton mit den wenigsten Stimmen aus, während Harman als vorletzt Platzierte ihre Kandidatur zurückzog. Nach dem dritten Wahlgang schied Laing mit den wenigsten Stimmen aus. Der vierte und letzte Wahlgang brachte anschließend die Entscheidung zugunsten Hoyles’ gegenüber Bryant. Nach dem erfolgreichen vierten Wahlgang fragte Clarke die Abgeordneten, ob Hoyle neuer Sprecher des Hauses werden solle:

„The question is, that Sir Lindsay Hoyle takes the Chair of the House of Commons as Speaker. As many as are of that opinion say Aye. – Aye! (Members) – Of the contrary No! – I invite Sir Lindsay Hoyle to take the Chair of the House.“

„Die Frage ist, ob Sir Lindsay Hoyle den Stuhl des Unterhauses als sein Sprecher besteigen soll. Jeder, der dieser Meinung ist, sage Ja. – Ja! (Abgeordnete) – Der dagegen ist, Nein! – Ich bitte Sir Lindsay Hoyle, den Stuhl des Hauses zu übernehmen.“

Anschließend wurde Hoyle der Tradition gemäß von seinen Kollegen auf seinen neuen Sitzplatz gezerrt.
Hoyle wurde noch am Abend des 4. November offiziell ernannt, indem die Genehmigung des Monarchen (zum Zeitpunkt der Wahl Königin Elisabeth II.) durch eine Königliche Kommission im House of Lords eingeholt wurde.

## Kandidaten
Nachdem John Bercow von seinem Amt zurückgetreten war, fanden sich zunächst neun Kandidaten, welche sich zur Wahl stellen wollten. Henry Bellingham stieg aus dem Rennen vor der offiziellen Nominierungsphase wieder aus. Ebenso zog Shailesh Vara seine Bewerbung kurz vor der Wahl zurück.
Zusätzlich zu den unten angeführten Kandidaten wollte sich auch der Abgeordnete der Scottish National Party Pete Wishart der Wahl stellen. Er entschied sich jedoch dagegen.
Auch der damalige Leader of the House of Commons und MP für den Wahlkreis North East Somerset, Jacob Rees-Mogg, war laut Medienberichten als möglicher Kandidat im Gespräch.

## Ergebnisse
|              |               |              |                    |                |                 |                    |               |                 |
| Name         | Lindsay Hoyle | Chris Bryant | Eleanor Laing      | Harriet Harman | Rosie Winterton | Edward Leigh       | Meg Hillier   | Wahlbeteiligung |
| Partei       | Labour Party  | Labour Party | Conservative Party | Labour Party   | Labour Party    | Conservative Party | Labour Party  |                 |
| 1. Durchgang | 211 (37,5 %)  | 98 (17,4 %)  | 113 (20,1 %)       | 72 (12,6 %)    | 46 (8,1 %)      | 12 (2,1 %)         | 10 (1,8 %)    | 562 (86,5 %)    |
| 2. Durchgang | 244 (42,4 %)  | 120 (20,9 %) | 122 (21,2 %)       | 59 (10,3 %)    | 30 (5,2 %)      | Ausgeschieden      | Ausgeschieden | 575 (88,5 %)    |
| 3. Durchgang | 267 (47,3 %)  | 169 (29,9 %) | 127 (22,5 %)       | Zurückgezogen  | Ausgeschieden   |                    |               | 565 (86,9 %)    |
| 4. Durchgang | 325 (60,2 %)  | 213 (39,4 %) | Ausgeschieden      |                |                 |                    |               | 540 (83,1 %)    |